# Saison 1 de Bleach
Cet article présente la saison 1 de Bleach.

## Saison 1
Cette saison a été diffusée du 5 octobre 2004 au 22 février 2005 (épisodes 1 à 20) sur TV Tokyo. Elle est composée de 20 épisodes.
Le générique d'ouverture, intitulé *~Asterisk~, est interprété par le groupe de pop-rock japonais Orange Range. Le générique est inspiré des pages titres des premiers chapitres mettant en scène les personnages dans des tableaux pop-art.
Le premier générique de fin (épisodes 1 à 13), intitulé Life Is Like a Boat, est interprété par la chanteuse pop Rie Fu. Il met en scène Rukia dans son uniforme de shinigami tenant fermement un fil de vie rouge, montrant ainsi son attachement à sa vie passée ; dans le même temps, un défilement par flash des différentes personnes de sa classe montre qu'elle commence aussi à s'attacher à sa vie présente. Elle est tiraillée entre deux vies mais finit par lâcher le fil de vie et donc sa vie de shinigami au profit de sa vie de lycéenne. Le titre du générique tend donc à dire, « prends la vie comme elle vient, laisse-toi porter par le courant ».

Le second générique de fin (épisodes 14 à 25), intitulé Thank You!!, est interprété par le groupe rap Home Made Kazoku. Dans la mise en scène, Rukia semble regretter sa vie terrestre après avoir été capturée et remercie Ichigo et ses amis pour les moments passés ensemble.
| No | Titre français                                          | Titre japonais           | Titre japonais                       | Date de 1re diffusion |
| No | Titre français                                          | Kanji                    | Rōmaji                               | Date de 1re diffusion |
| --- | ------------------------------------------------------- | ------------------------ | ------------------------------------ | --------------------- |
| 1 | Le jour où je suis devenu un Shinigami                  | 死神になっちゃった日     | Shinigami ni natchatta hi            | 5 octobre 2004        |
| [Chapitre 1] - Ichigo Kurosaki est un lycéen de 15 ans qui a le don de voir et de communiquer avec les fantômes. Un soir, Ichigo rencontre une shinigami qui s'est introduite dans sa chambre. Elle lui explique qu'un shinigami a pour mission de guider les âmes vers la Soul Society et de combattre les mauvais esprits : les hollows. Soudain, la famille d'Ichigo se fait attaquer par un hollow et la jeune shinigami, qui se nomme Rukia Kuchiki, se fait blesser en voulant protéger Ichigo. Le seul moyen que trouve Rukia pour battre ce hollow est de transférer la moitié de ses pouvoirs de shinigami à Ichigo. Ichigo devient alors un shinigami, mais il a absorbé la totalité des pouvoirs de Rukia. Ichigo terrasse donc le hollow et commence sa nouvelle vie de lycéen-shinigami. Note : Cet épisode débute l'arc majeur « Le Shinigami remplaçant ». |                                                         |                          |                                      |                       |
| 2 | Le Travail d'un Shinigami                               | 死神のお仕事             | Shinigami no oshigoto                | 12 octobre 2004       |
| [Chapitres 2-3] - Le lendemain du combat, les sœurs et le père d'Ichigo ont oublié l'attaque du hollow, Rukia leur ayant modifié la mémoire. Au lycée, Ichigo apprend que Rukia a finalement intégré sa classe. Ayant perdu ses pouvoirs de shinigami, elle ne peut plus retourner à la Soul Society et décide de guider Ichigo dans son rôle de shinigami remplaçant. Le soir, un nouvel hollow attaque Ichigo dans sa chambre. En le frappant au visage, Ichigo casse le masque du hollow et découvre que ces derniers ont des visages humains. De plus, cet hollow se révèle être le frère décédé d'Orihime Inoue, l'une de ses camarades de classe. Après avoir été blessé, le hollow quitte la chambre d'Ichigo et part en direction de l'appartement d'Orihime. |                                                         |                          |                                      |                       |
| 3 | Le Souhait du grand frère, le souhait de la petite sœur | 兄の想い、妹の想い       | Ani no omoi, imouto no omoi          | 19 octobre 2004       |
| [Chapitres 4-5-6] - Orihime est en train de dîner avec son amie Tatsuki lorsqu'elles se font attaquer par une force invisible : c'est le frère d'Orihime, transformé en hollow. Il veut tuer sa sœur pour combler sa solitude. Lorsque Ichigo arrive, celle-ci est devenue un esprit et Tatsuki est sévèrement blessée. Ichigo attaque le hollow et lui brise son masque, parvenant à faire retrouver la raison au frère d'Orihime. Lui et sa sœur s'expliquent et une fois sa colère apaisée, il lui fait ses adieux et s'enfonce lui-même le zanpakuto d'Ichigo dans son corps astral. Rukia sauve Orihime en la ramenant dans son corps et lui fait oublier tout ce qui s'est passé. Le lendemain, Orihime et Tatsuki ont un souvenir totalement modifié de leur soirée. |                                                         |                          |                                      |                       |
| 4 | Perroquet maudit                                        | 呪いのインコ             | Noroi no inko                        | 26 octobre 2004       |
| [Chapitres 7-8-9] - Chad devient le propriétaire d’une perruche maudite. D’après l'ami qui la lui confie, tous ceux qui s’en sont occupés sont morts mystérieusement. Le lendemain, lorsque Chad apporte la perruche au lycée, Rukia et Ichigo ressentent la présence d’un esprit dans la cage. De retour chez lui, Ichigo apprend qu’il y a eu un accident et que la victime n’est autre que Chad. La blessure de son dos provient d’une attaque de hollow. Karin se sent mal et semble perturbée par l’esprit de la perruche. Pendant la nuit, Chad s’enfuit car il est poursuivi par un hollow. L’esprit qui est dans la perruche est celui d'un jeune enfant nommé Shibata. Il a le même âge que Karin et a assisté à l’assassinat de sa mère. Chad fuit afin de protéger Shibata mais il ne voit pas le hollow ; Rukia arrive alors et affronte l'esprit maléfique. Chad se décide enfin à aider Rukia mais il ne comprend rien à la situation. |                                                         |                          |                                      |                       |
| 5 | Bats l'ennemi invisible                                 | 見えない敵を殴れ!        | Mienai teki wo nagure!               | 2 novembre 2004       |
| [Chapitres 9-10-11-12] - Le combat entre Rukia et le hollow se poursuit. Cependant, sans ses pouvoirs, la shinigami n'est pas de taille. Chad accourt et met un coup de poing au hollow. Rukia est étonnée du coup porté par Chad qui est pourtant incapable de voir les fantômes. Ils font donc équipe pour vaincre le hollow : Chad est la force et Rukia les yeux. Grâce à cette collaboration, Chad va pouvoir grièvement blesser le hollow. Ce dernier décide donc d'accélérer le rythme du combat et envoie des sangsues explosives sur Rukia. Puis il prend Shibata en otage afin d'immobiliser Chad. Il demande ensuite à Rukia de prendre la fuite pour augmenter le plaisir. Elle s'enfuit donc à travers la ville quand tout à coup Ichigo surgit. Il engage le combat contre le hollow, qui se révèle être l'assassin de la mère de Shibata, et, énervé, il décide d'en finir rapidement. Il remporte le duel avant de voir les portes de l'enfer s'ouvrir et emporter le hollow. Enfin, Shibata peut aller à la Soul Society pour retrouver sa mère grâce à l'enterrement de l'âme que va pratiquer Ichigo. |                                                         |                          |                                      |                       |
| 6 | Combat à mort : Ichigo contre Ichigo !                  | 死闘！一護VSイチゴ       | Shitou! Ichigo vs Ichigo             | 9 novembre 2004       |
| [Chapitres 13-14-15] - Rukia a besoin de se synchroniser avec son gigai. Elle décide de se rendre au magasin d'Urahara, un vendeur d'objets occultes. Là-bas, elle achète des Soul Candy. Ces petites pilules servent à transformer Ichigo en shinigami, sans l'aide de Rukia, en intégrant une âme artificielle dans le corps d'Ichigo pour que personne ne se doute de quelque chose. Cependant, les pilules fournies par Urahara proviennent d'un lot défectueux. Alors qu'Ichigo avale une pilule, il est vite pris par son métier de shinigami : un hollow se trouve dans les parages. Il laisse donc l'âme artificielle prendre sa place et part à la poursuite du hollow. Mais l'âme artificielle est en fait un mod soul : une âme créée pour le combat. Bien décidé à profiter de sa liberté, il essaye de se faire remarquer le plus possible en draguant notamment les filles de la classe d'Ichigo, puis s'enfuit lorsque le vrai Ichigo revient. Il arrive ensuite devant une école où il entend une conversation d'enfants. Ces derniers veulent supprimer les personnages de leur jeu vidéo à cause de leurs faiblesses. Énervé, le mod soul décide de les attaquer, mais Ichigo arrive. L'affrontement entre les deux personnages va commencer. |                                                         |                          |                                      |                       |
| 7 | Salutations d'un garçon rembourré                       | ぬいぐるみからコンにちは | Nuigurumi kara KONnichiwa            | 16 novembre 2004      |
| [Chapitres 15-16-17] - Ichigo combat le mod soul mais celui-ci s'enfuit. Rukia reçoit sur son portable un appel lui signalant la présence d'un hollow non loin de là. Le mod soul aperçoit le hollow prêt à attaquer les enfants qu'il a rencontrés un peu plus tôt. Il intervient et permet à ces derniers de rester sains et saufs. Ceux-ci, voyant le mod soul se battre dans le vide, prennent peur et s'enfuient. Le mod soul combat le hollow grâce à la puissance de ses jambes. Ichigo ne tarde pas à arriver pour l'aider. Sa puissance de Shinigami jointe à celle du mod soul, ils viennent finalement à bout du hollow. Urahara et le reste des membres de sa boutique arrivent, prêts à reprendre l'article défectueux, mais Rukia affirme qu'elle veut garder l'âme artificielle. Le lendemain, le 16 juin, Ichigo est réveillé par une peluche : il s'agit du mod soul à qui il a trouvé un corps et qu'il a rebaptisé "Kon". Ichigo se rend ensuite au lycée, l'air songeur. Le soir venu, sa famille et lui planifient une sortie pour le lendemain. Chaque année à cette date, Ichigo, son père et ses deux sœurs vont voir Masaki Kurosaki, la mère d'Ichigo, au cimetière. À la Soul Society, un shinigami reçoit un ordre de mission lui demandant de se renseigner sur le non-retour de Rukia à la Soul Society. |                                                         |                          |                                      |                       |
| 8 | 17 juin, un souvenir de pluie                           | 6月17日、雨の記憶        | Rokugatsu juunananichi, ame no kioku | 23 novembre 2004      |
| [Chapitres 17-18-19-20] - Comme chaque année, le 17 juin, la famille Kurosaki prend un jour de congé pour aller au cimetière rendre visite à Masaki Kurosaki, la mère d'Ichigo. Ce dernier se rend compte que Rukia les suit de près. Elle demande à Ichigo comment Masaki est morte et s'il n'y a pas de rapport avec les hollows. Ichigo explique que non et que c'est par sa faute que sa mère est morte. Le shinigami envoyé sur Terre pour avoir des nouvelles de Rukia est rapidement repéré par celle-ci. Kon s'en va chercher Ichigo pour l'avertir. Rukia explique au shinigami, qui se nomme Eikichirô, qu'elle ne compte pas rentrer de sitôt à la Soul Society car elle a encore des tâches à accomplir ici. Ichigo arrive, voit Eikichirô dire à Rukia qu'elle commet un crime et décide de l'attaquer. Rukia reçoit un appel disant qu'un hollow très puissant vient d'être repéré à proximité. Ichigo et Rukia s'en vont protéger la famille Kurosaki. |                                                         |                          |                                      |                       |
| 9 | Ennemi imbattable                                       | 倒せない敵               | Taosenai teki                        | 30 novembre 2004      |
| [Chapitres 20-21-22-23-24-25] - Le hollow attaque les deux sœurs d'Ichigo. Ce dernier se rend compte que ce hollow est celui qui a tué sa mère 6 ans auparavant. En effet, le hollow prit l'apparence d'un enfant, et quand Ichigo voulut le sauver, sa mère le protégea et mourut à sa place. Ce hollow se nomme Grand Fisher. Il s'agit d'un hollow notoire car il chasse et tue des shinigamis depuis 50 ans en prenant l'apparence de personnes humaines. Ichigo l'attaque sans se douter de son incroyable puissance. Eikichirô intervient et sauve Karin mais il est gravement blessé. Ichigo demande à Rukia de ne pas intervenir, il mènera ce combat seul et avec toute sa rage. Le combat est assez équilibré jusqu'à ce que le hollow utilise l'image de sa mère pour combattre. Mais Ichigo, s'étant fait à l'idée que celle-ci repose en paix, n'hésite pas à l'attaquer. L'esprit de sa mère intervient, et l'aide à blesser Grand Fisher. Au vu de ses blessures, le hollow s'enfuit et Ichigo s'évanouit de fatigue. Eikichirô décide de ne rien raconter de ce qu'il sait à la Soul Society pour laisser Rukia tranquille et s'en va. |                                                         |                          |                                      |                       |
| 10 | Attaque pendant le voyage en terre sacrée               | ぶらり霊場突撃の旅!      | Burari reiba totsugeki no tabi!      | 7 décembre 2004       |
| [Chapitres 27-28-29-30-31-32] - Une émission de chasse aux fantômes très populaire au Japon est diffusée dans le quartier d'Ichigo et de ses amis ; Ichigo est bien le seul à ne pas aimer ce genre de show. Malgré cela, il décide d'accompagner sa famille. Une fois là-bas, le médium qui se nomme Don Kan'onji, fait son spectacle en transformant sans le vouloir un esprit enchaîné en hollow ; Rukia et Ichigo, qui essaient d'intervenir pour empêcher la transformation, sont neutralisés par la sécurité, mais délivrés par Urahara. S'engage alors un combat entre d'un côté le hollow et de l'autre Don Kan'onji et Ichigo. Finalement, ce sont ces derniers qui l'emportent après de nombreuses péripéties ; Don Kan'onji, malgré son égocentrisme, comprend ses erreurs. |                                                         |                          |                                      |                       |
| 11 | Le Légendaire Quincy                                    | 伝説のクインシー         | Densetsu no Kuinshii                 | 14 décembre 2004      |
| [Chapitres 33-34-35-36] - Le lendemain de la diffusion de l'émission de chasse aux fantômes, Ichigo et Rukia se font sermonner par la direction du lycée pour leur irruption télévisée impromptue. Plus tard, ces derniers font la connaissance d'Uryû Ishida, l'élève le plus brillant du lycée mais surtout le dernier représentant des Quincys. Ce peuple, presque anéanti deux siècles auparavant, était composé d'humains ayant des pouvoirs sensoriels semblables à ceux de la famille Kurosaki ; il avait pour but, comme les shinigamis, d'éliminer les hollows. En rentrant du lycée, Ichigo décide de suivre Uryû ; lorsque ce dernier le remarque, il provoque en duel le shinigami remplaçant. |                                                         |                          |                                      |                       |
| 12 | Un doux bras droit                                      | やさしい右腕             | Yasashii migiude                     | 21 décembre 2004      |
| [Chapitres 36-37-38-39-40] - Le duel opposant Ichigo et Uryû est simple : le Quincy, avec l'aide d'un appât, va faire apparaître des hollows dans toute la ville ; le vainqueur sera celui qui, en 24 heures, en aura éliminé le plus. Mais l'appât attire plus de hollows que prévu et la situation échappe à Ichigo et Uryû. L'un des Hollows s'attaque à Karin et Chad. Au cours du combat, ce dernier va se voir attribuer un pouvoir – un bras droit blindé – qui lui permettra de vaincre le hollow. |                                                         |                          |                                      |                       |
| 13 | Fleur et Hollow                                         | 花とホロウ               | Hana to horou                        | 28 décembre 2004      |
| [Chapitres 40-41-42-43-44-45] - Le duel entre Ichigo et Uryû continue. Orihime et ses amies sont confrontées à leur tour à un hollow et, à l'instar de Chad, la jeune fille acquiert un pouvoir : 6 petites « fleurs » à l'apparence de fées qu'elle peut contrôler à sa guise afin de se protéger elle et ses alliés. Grâce à elles, Orihime vient finalement à bout du hollow et s'évanouit. À son réveil, elle se trouve aux côtés de Chad chez Urahara qui leur explique que l'apparition de leurs pouvoirs est due à l'influence spirituelle d'Ichigo, fraîchement devenu shinigami. En outre, il leur propose d'aller plus loin dans la maîtrise de ces pouvoirs. Pendant ce temps, Ichigo et Uryû poursuivent non sans mal leur duel, alors que le nombre de hollows ne cesse de croître dangereusement. |                                                         |                          |                                      |                       |
| 14 | Retour en arrière, combat à mort !                      | 背中合わせの死闘！       | Senaka awase no shitou!              | 11 janvier 2005       |
| [Chapitres 45-46-47-48-49-50] - Tandis que les hollows se rassemblent, Rukia explique à Ichigo que les responsables du massacre des Quincys ne sont autres que les shinigamis. En effet, l'équilibre des flux migratoires des âmes entre le monde réel et la Soul Society était grandement menacé par les Quincys, qui éliminaient les hollows en détruisant totalement leurs âmes. Malgré les tentatives de discussion, aucun accord de paix ne fut trouvé, les Quincys n'ayant pas vraiment cure de l'élimination définitive des hollows. Les shinigamis décidèrent donc d'éliminer les Quincys dans leur quasi-totalité. Uryû apprend ensuite à Ichigo que son mentor et grand-père est mort à cause de la négligence des shinigamis : dernier Quincy encore actif, il est tué par des hollows tandis que les shinigamis n'interviennent que deux heures plus tard. C'est pour cette raison qu'il les hait. Cependant, malgré leur rivalité, Ichigo et Uryû décident de s'allier lorsqu'un Menos Grande – une fusion de plusieurs centaines de hollows – fait son apparition. L'ennemi est impressionnant de force mais est finalement contraint de battre en retraite face à l'incroyable puissance spirituelle d'Ichigo, qui arrive un instant à la canaliser pour la renvoyer à son adversaire. Mais cette puissance est trop importante pour être contenue par le jeune shinigami qui se trouve mal-en-point ; Uryû le sauve finalement en le déchargeant du surplus d'énergie qu'il absorbe et relâche peu à peu. |                                                         |                          |                                      |                       |
| 15 | Le Fameux Plan de Kon                                   | コンのウハウハ大作戦     | Kon no UHAUHA daisakusen             | 18 janvier 2005       |
| [Chapitres 26-51-52] - Blessé par la négligence d'Ichigo, Kon décide de fuguer. Malheureusement pour lui, cette escapade ne sera qu'une succession de déboires. Il se fera notamment maltraiter par des filles de la classe d'Ichigo ainsi que par Jinta et Ururu de la boutique d'Urahara. La fin de l'année scolaire approche, et Rukia en semble affectée car elle commence à s'attacher à ce monde et aux amis qu'elle s'y est fait, ce qui ne manque pas d'intriguer Ichigo. En fin de journée, Urahara s'entretient d'urgence avec Yoruichi, un chat noir doté de parole. Pendant ce temps, Rukia décide de s'enfuir de la maison d'Ichigo, tandis que deux hommes semblent la surveiller. |                                                         |                          |                                      |                       |
| 16 | Rencontre : Abarai Renji                                | 阿散井恋次、見参！       | Abarai Renji, misan!                 | 25 janvier 2005       |
| [Chapitres 52-53-54] - Rukia décide de partir du monde des mortels car elle s'est beaucoup trop attachée à ce dernier. Mais deux shinigamis, Renji Abarai et Byakuya Kuchiki, le frère aîné de Rukia, l'arrêtent en chemin. Uryû, de passage, intervient mais est rapidement vaincu. Puis c'est Ichigo qui s'interpose, engageant ainsi un combat contre Renji qui transforme l'apparence de son Zanpakutô, Zabimaru. La puissance du shinigami est bien supérieure, mais Ichigo n'est pas décidé à se laisser faire. |                                                         |                          |                                      |                       |
| 17 | Ichigo meurt !                                          | 一護、死す！             | Ichigo, shisu!                       | 1er février 2005      |
| [Chapitres 55-56-57] - Le combat entre Ichigo et Renji se poursuit. Ce dernier prend, dans un premier temps, le dessus, mais l'incroyable puissance spirituelle d'Ichigo retourne la situation. Malheureusement, Byakuya intervient en protégeant Renji et touche en deux coups les points contenant et canalisant la force spirituelle d'Ichigo. Vaincu, ce dernier assiste au départ de Rukia et des deux shinigamis pour la Soul Society. À la suite de cela, Urahara intervient et amène Ichigo dans son magasin pour soigner ses blessures. Après discussion, Ichigo accepte de s'entraîner avec le marchand afin d'être en mesure de sauver Rukia. |                                                         |                          |                                      |                       |
| 18 | Réclamation : La Puissance du Shinigami                 | 取り戻せ！死神の力!      | Torimodose! Shinigami no chikara!    | 8 février 2005        |
| [Chapitres 58-59-60-61] - L'année scolaire touche à sa fin et tout le monde au lycée semble avoir oublié Rukia, excepté Ichigo, Orihime et Chad. À la Soul Society, Renji tente de remonter le moral de Rukia, mais la captive n'a guère espoir, connaissant l'intransigeance de son frère aîné. Pendant ce temps, Uryû décide de commencer, seul, un entraînement intensif de même qu'Orihime et Chad sous la surveillance de Yoruichi. Quant à Ichigo, il se voit confronté à la première leçon d'Urahara : affronter sa protégée, Ururu. Il est rapidement mis à mal par la jeune fille, mais parvient à esquiver correctement un certain nombre de ses coups, récupérant son énergie spirituelle et validant cette première épreuve. La seconde débute alors : séparé définitivement de son corps et retenu prisonnier au fond d'un trou, Ichigo doit trouver un moyen de s'en échapper en moins de 72 heures, à défaut de quoi il se transformera en hollow. S'il réussit cependant, il deviendra un shinigami. |                                                         |                          |                                      |                       |
| 19 | Ichigo devient un Hollow                                | 一護、ホロウに墜ちる!    | Ichigo, horou ni ochiru!             | 15 février 2005       |
| [Chapitres 62-63-64] - À la Soul Society, Byakuya annonce à Rukia qu'elle sera exécutée dans 25 jours. Tandis qu'Orihime et Chad apprennent peu à peu à faire appel à leurs pouvoirs, Ichigo demeure désespérément bloqué au fond de son trou, si bien que, malheureusement, sa chaîne du karma se consume entièrement, conduisant à sa transformation en hollow. Il se retrouve alors dans un monde parallèle, confronté à un inconnu. Ce dernier, dont il n'arrive pas à entendre le nom, lui dit que s'il veut devenir un shinigami et non un hollow, il lui faut parvenir à attraper ses pouvoirs de shinigami dans l'une des nombreuses boîtes qui apparaissent soudainement. Ichigo y arrive en utilisant la technique qu'Uryû lui avait montré et parvient ainsi à rompre sa transformation en hollow. De retour dans le monde réel, Ichigo est confronté à la troisième épreuve : réussir à faire tomber le chapeau d'Urahara. |                                                         |                          |                                      |                       |
| 20 | L'Ombre d'Ichimaru Gin                                  | 市丸ギンの影             | Ichimaru Gin no kage                 | 22 février 2005       |
| [Chapitres 65-66-67-68-69-70] - À la Soul Society, Byakuya croise deux autres capitaines de division, Gin Ichimaru et Kenpachi Zaraki. Alors que Byakuya et Zaraki commencent à se disputer, Gin désamorce le conflit et emmène Kenpachi avec lui. Dans le monde réel, Ichigo affronte Urahara, qui réveille son Zanpakutô, Benihime. Sa force est impressionnante, mais Ichigo parvient à son tour à appeler son Zanpakutô, dont il vient d'entendre le nom : Zangetsu. Ainsi, le shinigami réussit à faire tomber le chapeau d'Urahara. Son entraînement s'achève, de même que celui de ses trois camarades, Orihime, Chad et Uryû. Après une semaine d'août forte en festivités, les quatre compères se rejoignent chez Urahara, qui leur a préparé le Senkaimon, un portail séparant le monde terrestre de la Soul Society. Cette étape est cruciale car elle permettra à Orihime, Chad et Uryû de se transformer en âmes, le seul apte à utiliser directement la sienne étant le Shinigami Ichigo. Seulement, ils ne disposent que de 4 minutes pour accéder à la Soul Society. Guidé par Yoruichi, le groupe s'élance à travers le portail. Note : Cet épisode clôture l'arc majeur « Le Shinigami remplaçant ». |                                                         |                          |                                      |                       |

#### Épisodes japonais
1. 1 2 3 4 5 6 7 8 9 10 11 12 13  (ja) « Bleach - Épisodes 01 à 13 », TV Tokyo (consulté le 30 novembre 2011)
2. 1 2 3 4 5 6 7  (ja) « Bleach - Épisodes 14 à 25 », TV Tokyo (consulté le 30 novembre 2011)

#### Épisodes français
1. 1 2 3 4 5 6 7 8 9 10 11 12  « Bleach - Épisodes 1 à 12 » sur Manga-news.com, consulté le 15 février 2012
2. 1 2 3 4 5 6 7 8  « Bleach - Épisodes 13 à 20 » sur Anime.kaze.fr, consulté le 15 février 2012